# 六六艦隊
六六舰队为日本帝国海军在1896-1897年提出的舰队建设方案，以俄国太平洋分舰队为主要假想敌，以6艘战列舰和6艘装甲巡洋舰作为舰队核心。该计划在1904年日俄战争爆发前即已实现。日俄战争结束后，日本海军改以美国海军为主要假想敌，参照六六舰队的思路，提出了八八舰队海军建设计划。

## 由来
中日甲午战争结束后，由于三国干涉还辽事件，日本自签订马关条约后开始了为期10年的“卧薪尝胆”阶段，针对远东的俄、法、德海军力量进行扩张，主要假想敌为俄国太平洋分舰队。经过1895年和1896年的两次增调，俄国太平洋舰队的实力为战列舰1艘、一级巡洋舰7艘、二级巡洋舰3艘、鱼雷巡洋舰2艘、炮舰6艘、雷击舰7艘、鱼雷艇3艘，总计13.4万吨，再加上法德两国的远东舰队，总吨位达21万吨。而当时的日本海军主力战舰只有“三景舰”松岛、严岛、桥立和镇远号铁甲舰，总吨位不过9万吨，与三国相比居于劣势。为了扭转这一局面，海军舰政局长佐双左仲在1896年提出了后来被称为“六六舰队”方案的《海军发展10年规划》，即以海军建设费新购6艘战列舰和6艘装甲巡洋舰，以此为核心，使日本海军的主力舰吨位达到13万吨，再加上辅助舰艇，日本海军的实力将超过远东地区其他国家海军力量的总和。此时日本已经有两艘新订造的战列舰从英国抵达日本，即“富士”号和“八岛”号，如果要完成“六六舰队”的构想，日本还需要再采购4艘战列舰、6艘装甲巡洋舰。
“六六舰队”的海军扩建费被均摊到两年的预算支出中，分别以“第一期海军扩张费”（1896年）和“第二期海军扩张费”（1897年）的名义得到日本国会的批准，其总额为2.13亿日元，其中1.395亿日元造舰费来自甲午战争后的中国赔款，其余部分包括对清军备扩张时代海军扩张费用的延续（已订购的富士、八岛等舰，以及“水雷战舰艇发展基金”）和1905年后增加的若干笔小额补充拨款。除了12艘主力舰外，“六六舰队”计划还包括10艘轻巡洋舰、37艘雷击舰及鱼雷艇和众多辅助舰艇，整个计划中新建和外购的军舰达103艘，合计排水量达153,000吨。

## 编成
六六舰队包括六艘战列舰（前无畏舰）和六艘装甲巡洋舰：
- 富士号战列舰（富士级，英製）
- 八岛号战列舰（富士级，英製）
- 敷岛号战列舰（敷岛级，英製）
- 初濑号战列舰（敷岛级，英製）
- 朝日号战列舰（朝日级，英製）
- 三笠号战列舰（三笠级，英製）
- 浅间号装甲巡洋舰（浅间级，英製）
- 常磐号装甲巡洋舰（浅间级，英製）
- 出云号装甲巡洋舰（出云级，英製）
- 磐手号装甲巡洋舰（出云级，英製）
- 八云号装甲巡洋舰（八云级，德製）
- 吾妻号装甲巡洋舰（吾妻级，法製）

1903年紧急购舰计划：
- 春日号装甲巡洋舰（春日级，意製）
- 日进号装甲巡洋舰（春日级，意製）

1905年日俄战争战利舰：
- 丹后号战列舰（波尔塔瓦号，俄製）
- 肥前号战列舰（列特维赞号 , 美製）
- 周防号战列舰（胜利号，俄製）
- 相模号战列舰（佩列斯维特号，俄製）
- 石见号战列舰（鹰号，俄製）
- 壹岐号战列舰（尼古拉一世号，俄製）
- 阿苏号装甲巡洋舰（巴扬号，法製）

## 追加造舰计划
由于八島号战列舰和初濑号战列舰在日俄战争中触雷沉没，因此日本国会以“舰艇补足费”的名义紧急向海军省划拨了一笔造舰资金，用于建造2艘战列舰和4艘装甲巡洋舰。由于战时无法从国外购买军舰，因此这六艘新舰的设计和建造工作完全由日本独立进行，建造代号以天干、地支命名，即“甲号战舰”（安艺）、“乙号战舰”（萨摩）、“子号装甲巡洋舰”（筑波）、“丑号装甲巡洋舰”（生驹）和“寅号装甲巡洋舰”（鞍马）。“卯号装甲巡洋舰”没有建造，其预算被延用于建造比叡号战列巡洋舰。